# Dan Brouthers
Dennis Joseph « Dan » Brouthers (né le 8 mai 1858 à Sylvan Lake (New York), décédé le 2 août 1932 à E.Orange, New Jersey) était un joueur de baseball américain dans les Ligues majeures de baseball à la fin du XIXe siècle.

## Biographie
Dan Brouthers commence sa carrière en semi-pro avec les Wappingers Falls Actives en 1876 au poste de lanceur. Excellent au bâton, il est vite reconverti en joueur de première base et base au quatrième rang dans l'ordre des batteurs afin de convertir en points les joueurs présents sur base. Il a ensuite joué en ligues majeures comme joueur de première base entre 1879 et 1896, puis est revenu pour deux matchs à 46 ans avec les Giants de New York en 1904. Il a enregistré la meilleure moyenne au bâton de la ligue cinq fois pendant sa carrière. Il devient un joueur de réputation nationale lors de son passage chez les Detroit Tigers en 1885 grâce à ses performances à la batte.
Sa moyenne au bâton de 0,3421 le classe 9e de tous les temps. Il fut le 3e joueur de la Ligue majeure de baseball à avoir frappé plus de 100 coups de circuit, les deux premiers étant Harry Stovey et Roger Connor. Sa moyenne au bâton est parfois disputé car en 1887 les buts-sur-balles comptaient comme coups sûrs. En tenant compte les buts-sur-balles pour cette saison, sa moyenne s'élève à 0,349 en 4e place de tous les temps. Sa moyenne est très légèrement supérieure à celle de Babe Ruth qui a une moyenne en carrière de 0,34206, tandis que Brouthers a fini avec une moyenne de 0,34212 pour Brouthers, soit une différence d'un coup sûr pour 16573 présences au bâton.
Après sa carrière de joueur, il devient un temps propriétaire d'une formation de ligue mineure puis reste plus de vingt ans dans le staff technique des New York Giants comme recruteur. 

## Classements et honneurs
- Classé 9e pour la moyenne au bâton
- Classé 16e pour le pourcentage de buts
- Classé 8e pour les triples
- Meilleure moyenne au bâton de la ligue: 1882, 1883, 1889, 1891, 1892

## Statistiques en carrière
| Statistiques de frappeur |            |            |      |      |      |      |     |     |     |      |     |    |     |     |       |       |       |
|                          |            |            | G    | AB   | R    | H    | 2B  | 3B  | HR  | RBI  | SB  | CS | BB  | SO  | BA    | OBP   | SLG   |
| Totaux                   | 19 saisons | 19 saisons | 1673 | 6711 | 1523 | 2296 | 460 | 205 | 106 | 1296 | 256 | 0  | 840 | 238 | 0,342 | 0,423 | 0,519 |